# Duboka, Jagodina
Duboka (izvirno srbsko Дубока) je naselje v Srbiji, ki upravno spada pod Mesto Jagodina; slednja pa je del Pomoravskega upravnega okraja.

## Demografija
V naselju živi 624 polnoletnih prebivalcev, pri čemer je njihova povprečna starost 47,5 let (47,1 pri moških in 47,8 pri ženskah). Naselje ima 230 gospodinjstev, pri čemer je povprečno število članov na gospodinjstvo 3,20.
To naselje je, glede na rezultate popisa iz leta 2002, večinoma srbsko, a v času zadnjih treh popisov je opazno zmanjšanje števila prebivalcev.
|  |

| Demografija | Demografija     | Demografija     |
| Leto        | Št. prebivalcev | Št. prebivalcev |
| ----------- | --------------- | --------------- |
|             |                 |                 |
|             |                 |                 |
|             |                 |                 |
|             |                 |                 |
| 1948        | 1175            |                 |
| 1953        | 1232            |                 |
| 1961        | 1250            |                 |
| 1971        | 1097            |                 |
| 1981        | 992             |                 |
| 1991        | 859             | 810             |
| 2002        | 834             | 737             |
|             |                 |                 |

| Etnična sestava po popisu iz leta 2002 | Etnična sestava po popisu iz leta 2002 | Etnična sestava po popisu iz leta 2002 | Etnična sestava po popisu iz leta 2002 | Etnična sestava po popisu iz leta 2002 |
| -------------------------------------- | -------------------------------------- | -------------------------------------- | -------------------------------------- | -------------------------------------- |
| Srbi                                   | Srbi                                   |                                        | 725                                    | 98,37%                                 |
| Jugoslovani                            | Jugoslovani                            |                                        | 3                                      | 0,40%                                  |
| Črnogorci                              | Črnogorci                              |                                        | 1                                      | 0,13%                                  |
| Neznano                                | Neznano                                |                                        | 8                                      | 1,08%                                  |